# Thujacorticium
Thujacorticium is een geslacht van schimmels behorend tot de familie Cyphellaceae. De typesoort is Thujacorticium mirabile.

## Soorten
Volgens Index Fungorum telt het geslacht twee soorten (peildatum april 2023):
| Soortnaam                  | Auteur(s)        | Publicatiejaar |
| -------------------------- | ---------------- | -------------- |
| Thujacorticium mirabile    | Ginns            | 1988           |
| Thujacorticium zurhausenii | (Bres.) Nakasone | 2008           |